# Gastone Baldi
Gastone Baldi (14. květen 1901, Bologna, Italské království – 18. červen 1971, Bologna, Itálie) byl italský fotbalový záložník.
Celou svou kariéru strávil v klubu Bologna. Začal na postu obránce, ale nový trenér klubu Hermann Felsner jej dal do zálohy. Celkem odehrál 13 sezon a získal dva tituly (1924/25, 1928/29) a jeden Středoevropský pohár 1932.
Za reprezentaci odehrál tři utkání. První utkání bylo 3. prosince 1922 proti Švýcarsku (2:2). Hrál i na OH 1924.

## Hráčská statistika
| Sezóna  | Klub    | Liga         | Liga   | Liga | Ligové poháry | Ligové poháry | Ligové poháry | Kontinentální poháry | Kontinentální poháry | Kontinentální poháry | Celkem | Celkem |
| Sezóna  | Klub    | Soutěž       | Zápasy | Góly | Soutěž        | Zápasy        | Góly          | Soutěž               | Zápasy               | Góly                 | Zápasy | Góly   |
| ------- | ------- | ------------ | ------ | ---- | ------------- | ------------- | ------------- | -------------------- | -------------------- | -------------------- | ------ | ------ |
| 1920/21 | Bologna | 1. Kategorie | ?      | ?    | -             | 0             | 0             | -                    | 0                    | 0                    | ?      | ?      |
| 1921/22 | Bologna | 1. Kategorie | 11     | 2    | -             | 0             | 0             | -                    | 0                    | 0                    | 11     | 2      |
| 1922/23 | Bologna | 1. Divize    | 20     | 3    | -             | 0             | 0             | -                    | 0                    | 0                    | 20     | 3      |
| 1923/24 | Bologna | 1. Divize    | 23     | 0    | -             | 0             | 0             | -                    | 0                    | 0                    | 23     | 0      |
| 1924/25 | Bologna | 1. Divize    | 29     | 1    | -             | 0             | 0             | -                    | 0                    | 0                    | 29     | 1      |
| 1925/26 | Bologna | 1. Divize    | 14     | 1    | -             | 0             | 0             | -                    | 0                    | 0                    | 14     | 1      |
| 1926/27 | Bologna | 1. Divize    | 20     | 0    | -             | 0             | 0             | -                    | 0                    | 0                    | 20     | 0      |
| 1927/28 | Bologna | 1. Divize    | 16     | 0    | -             | 0             | 0             | -                    | 0                    | 0                    | 16     | 0      |
| 1928/29 | Bologna | 1. Divize    | 29     | 6    | -             | 0             | 0             | -                    | 0                    | 0                    | 29     | 6      |
| 1929/30 | Bologna | Serie A      | 10     | 0    | -             | 0             | 0             | -                    | 0                    | 0                    | 10     | 0      |
| 1930/31 | Bologna | Serie A      | 27     | 0    | -             | 0             | 0             | -                    | 0                    | 0                    | 27     | 0      |
| 1931/32 | Bologna | Serie A      | 33     | 5    | -             | 0             | 0             | -                    | 0                    | 0                    | 33     | 5      |
| 1932/33 | Bologna | Serie A      | 12     | 0    | -             | 0             | 0             | Stř.P                | 3                    | 1                    | 15     | 1      |
| Celkově | Celkově | Celkově      | 243+   | 18+  | -             | 0             | 0             | -                    | 3                    | 1                    | 246+   | 19+    |

## Hráčské úspěchy

### Klubové
- 2× vítěz italské ligy (1924/25, 1928/29)
- 1× vítěz středoevropského poháru (1932)

### Reprezentační
- 1x na OH (1924)